# Ecco (Band)
Ecco war ein österreichisches Synthiepop-Duo aus der Steiermark, das 1987 mit dem Lied Hexen zu einem One-Hit-Wonder des Austropop wurde.

## Bandgeschichte
1983 gründeten Ronnie Herbolzheimer, Sohn von Peter Herbolzheimer, und Klaus Kofler (* 1949 in Klagenfurt) die Musikwerkstatt Graz als Komponistenduo. 1986 wurden sie beauftragt, für das Grazer Stadtfestes einen Benefizsong zu schreiben. Der Erzherzog Johann Blues vom steirischen Allstar-Projekt Band für Steiermark wurde ein Charthit. Herbolzheimer und Kofler brachten im selben Jahr auch ein gemeinsames Album als Herbolzheimer Jr. heraus, an dem auch der Sänger Wilfried beteiligt war.
Als im Jahr darauf die Landesausstellung mit dem Thema Hexen und Zauberer auf der Riegersburg stattfand, hatte Alex Rehak, der auch am Erzherzog Johann Blues beteiligt gewesen war, die Idee, auch hierfür ein eigenes Lied zu erstellen. Herbolzheimer und Kofler komponierten den Synthiepop-Song Hexen (manchmal gemäß Refrain auch „Hexen hexen“ oder „Hexen haben Hexenbesen“ genannt) und nahmen ihn unter dem Bandnamen Ecco auf, den Text trug Wilfried bei. Das Lied wurde als Single veröffentlicht und stieg im Juni auf Platz 23 der österreichischen Charts ein. Danach wurde das Lied ein großer Erfolg und stieg bis auf Platz eins, wo es eineinhalb Monate blieb. Es war das meistverkaufte Lied in Österreich im Jahr 1987.
Das Duo veröffentlichte als Ecco erfolglos noch zwei weitere Singles, danach wurde das Projekt wieder beendet. Die Musikwerkstatt war aber auch danach noch erfolgreich und schrieb unter anderem mit Ikarus und Lisa Mona Lisa zwei Hits für Wilfried.

## Diskografie
Singles
- Hexen (1987)
- Jeder (Get Together) (1987)
- So schön (1988)